# Troposphère (fusées)
Troposphère est une famille de fusées réalisée en République démocratique du Congo. Le programme est l’initiative de Keka Aerospace, filiale de la société Développement Tous Azimuts, dirigée par Jean-Patrice Keka. À terme, l'objectif est de pouvoir mettre en orbite des satellites depuis la République démocratique du Congo, mais le projet recherche encore l’implication financière du gouvernement congolais pour rendre cela réalisable.

## Histoire
Jean-Patrice Keka Ohemba Okese, diplômé de l’Institut supérieur des techniques appliquées, décide en 2007, en suivant son rêve d’enfance, d’acheter 123 hectares de terrain à Menkao pour lancer des fusées depuis la République démocratique du Congo. Avec sa société Développement Tous Azimuts, ce qui en fait un programme spatial privé, il démarre à partir de rien, montant ses équipements électroniques de pilotage et de suivi avec de la récupération, de téléviseurs notamment, et très peu d’achats. Le lieu de tir comporte un bâtiment de contrôle et au moins deux pas de tir, le premier, à seulement 200 mètres du bâtiment, a servi aux Fusées Troposphère 1 et 2.
Ses premières fusées, Troposphère 1 et Troposphère 2, ont été lancées afin de valider la théorie et les calculs de l’entreprise.
Jean-Patrice Keka ambitionne d’être le premier « galaxionaute », terme qu’il a forgé en regard des spationautes, astronautes, cosmonautes, Vyomanaute et taïkonautes afin de désigner les Kino-Congolais qui iront dans l’espace. Entretemps, l’équipe impliquée dans le projet, il est rejoint dans son projet par des étudiants Kino-Congolais et d’autres ingénieurs de la capitale comme Bally Shafali, diplômé de l’Université de Liège, ambitionne surtout de montrer qu’un pays comme la République démocratique du Congo, très en retard technologiquement par rapport au reste des pays impliqués dans des programmes spatiaux, peut s’inscrire ce domaine, connu pour être très exigeant. De fait, à cause du manque de machines, l’équipe doit compenser par un plus grand temps de recherches et de calculs afin de compenser.
C’est l’ambition de la portée du projet Troposphère 6, hautement symbolique. Il est décrit comme porteur d'espoir et de fierté pour les Kino-Congolais et comme devant permettre de stimuler l'imagination des jeunes en formation d'ingénieurs en République démocratique du Congo. À terme, Keka Aerospace souhaite être capable d'envoyer régulièrement des satellites en orbite, et pourquoi pas, un jour, un premier africain dans l'espace.
Pas désireux de soutiens techniques étrangers, le programme s’inscrit dans une logique d’autonomie pour démontrer leur capacité de maîtriser le processus du début jusqu’à la fin avec des matériaux locaux.

## Fusées

### Troposphère 1(2007)
La fusée Troposphère 1 est une fusée de test de calculs (15,465 kg et 0,05 m de diamètre). Prévue pour partir du pas de tir numéro 1 en avril 2007, son lancement est annulé pour des problèmes techniques.

### Troposphère 2(2007)
La fusée Troposphère 2, également une fusée de test de calculs (15,465 kg et 0,05 m de diamètre), lancée le 10 juillet 2007, a atteint l’altitude de 1 500 m en 35 secondes. Elle part du pas de Tir numéro 1.

### Troposphère 3(2007)
La fusée Troposphère 3 part du pas de Tir numéro 2 le 12 octobre 2007, mais le lancement est un échec.

### Troposphère 4(2008)
La fusée Troposphère 4, avait une masse de 250 kg/200 kg et un diamètre de 0,16 mètre[réf. nécessaire]. Elle a été lancée le 10 juillet 2008 depuis Menkao et a atteint l’altitude de 15 000 mètres . Elle a atteint la vitesse de Mach 2,7 et l’altitude de 1 500 m en 47 secondes,,,. Cette fusée a une poussée de 1 000 kgf (9 806,65 newtons). 
Leonard Masuga Rugamika, ministre congolais de l’Enseignement supérieur et de la recherche scientifique, est présent au lancement et promet un investissement financier pour le prochain. Le vol a été filmé par AITV.

### Troposphère 5(2009)
La fusée Troposphère 5 (560 kg), à deux étages à propergol solide d’une poussée de 70 kN (7 tonnes), est lancée le 29 mars 2009 à 18 h 50 depuis Menkao, à 120 kilomètres à l’est de Kinshasa. Le coût de cette fusée a été estimé à environ 50 000 dollars. Cette fusée, transportant un rat, a décollé mais a dévié de sa trajectoire,,. Son objectif était d'atteindre une altitude de 36 kilomètres et une vitesse de Mach 3. La cause en est une panne sur un des sept moteurs de la fusée, en raison du transport délicat jusqu'au pas de tir. Bien que Troposphère 5 soit équipée d'un parachute de secours, le rat, nommé Kavira, n’ayant pas été retrouvé, il a été déclaré « disparu au nom de la science ». Selon Keka, l'expérience a fourni des données précieuses pour les futurs essais de la DTA. La fusée est nommée « Soso pembe » (coq blanc en lingala) en symbole de paix.
Joseph Litityo, le ministère de la Recherche scientifique présent lors du lancement de la fusée promet un investissement financier et un encadrement politique à ce projet de la part du gouvernement congolais. Le vol a été filmé par AITV.

### Troposphère 6(projet)
La fusée Troposphère 6, au lancement initialement prévu en 2016, a été d’abord été reporté par manque de moyens, mais a attiré l’attention des internautes.
En 2018, un projet de financement participatif est lancé en Suisse par Christian Denisart, Jean-Patrice Keka et Daniel Wyss dans le but de récolter 50 000 francs suisses. Les Suisses ayant peut-être été séduit par la forte utilisation de boites d'ovomaltine, format familial, faite par l'équipe du Professeur Docteur Keka et dans la grande confiance que l'équipe du docteur Keka semble placer dans la solidité et la fiabilité de ces boites. La conception de la fusée était alors  annoncée comme terminée et les différents éléments scientifiques (satellite N’jiwa, vaisseau Mpongo 1, les différents moteurs, les caméras, etc.) étaient annoncés comme en cours de fabrication. Si le financement participatif aboutissait, le lancement devait avoir lieu dans une fourchette comprise entre octobre 2018 et le printemps 2019. Le projet se termine cependant le 7 juillet 2018 à 16 h 0 sans succès, seuls 6 530 francs (13 % de l'objectif) ayant été récoltés, de la part de 75 contributeurs. En février 2020, une nouvelle campagne de financement participatif est lancée pour obtenir 20 000 francs, laquelle se termine fin mai avec succès avec 25 778 francs récoltés. Néanmoins, l’équipe espère obtenir du soutien financier de l’état kino-congolais afin d’améliorer ses chances d’un vol réussi et d’augmenter ses ambitions technologiques pour l’avenir. Le projet a reçu le soutien de Claude-Alain Roten, biologiste suisse, afin de lancer une expérience sur l’origine de la vie et de l’astronaute suisse Claude Nicollier.
Troposphère 6 est une fusée de 15 mètres de haut composée de trois étages,, nommés Moteur Nyiragongo, Mbabola et Kimbirimbiriet. Elle pèse près de 10 tonnes. Son but est d'envoyer le satellite N’jiwa à 200 km d'altitude pour prendre des photos de la Terre, qui seront retransmises en direct vers le centre de contrôle de Menkao, à 180 kilomètres de Kinshasa,. Le vaisseau Mpongo 1, lui, n’a pas été retenu pour le vol. Elle est constituée de barils de métal et de matériaux de récupération.
Le lancement de Troposphère 6 initialement prévu fin février 2023, est ensuite annoncé pour fin septembre 2023.
Durant l'été 2023, le Professeur Dr Keka annonce que la date de lancement de Troposphère 6 est fixée au 29 septembre 2023. Il s'agit d'une fusée sonde prévue pour transporter trois charges utiles jusqu'à 200 000 m d'altitude : un satellite d'essai, un vaisseau d'essai et une expérience suisse sur l'origine de la vie de l'homme sur terre. Keka profite de l'annonce pour demander à ses auditeurs d'envoyer des lettres au gouvernement de la République démocratique du Congo afin de l'inciter à soutenir le projet.[réf. nécessaire]
Le 22 septembre 2023, Jean Patrice Keka annonce sur sa chaine YouTube le report du lancement au 26 octobre 2023.
Le 7 juillet 2024, une nouvelle vidéo montrant la présentation de la fusée à des membres du gouvernement kino-congolais est publiée.